# أليكسي فريدمان
اليكسي فريدمان (بالإنجليزية: Alexei Fridman) (و. 1940 – 2010 م) هو فيزيائي، وعالم فلك، وأستاذ جامعي من الاتحاد السوفيتي . ولد في موسكو .
وكان عضواً في الأكاديمية الروسية للعلوم .
توفي في القدس ، عن عمر يناهز 70 عاماً.

## التعليم
تعلم في جامعة نوفوسيبيرسك الحكومية

## جوائز
حصل على جوائز منها:
- جائزة الدولة السوفيتية.